# Benndorf
Benndorf är en kommun och ort i Landkreis Mansfeld-Südharz i förbundslandet Sachsen-Anhalt i Tyskland.
Kommunen ingår i förvaltningsgemenskapen Mansfelder Grund-Helbra tillsammans med kommunerna Ahlsdorf, Blankenheim, Bornstedt, Helbra, Hergisdorf, Klostermansfeld och Wimmelburg.